# Gérard-Joseph Deschamps
Gérard-Joseph Deschamps SMM (* 4. Juli 1929 in Eastview, Ontario; † 25. Februar 2022 in Sainte-Dorothée, Québec) war ein kanadischer Ordensgeistlicher und römisch-katholischer Bischof von Bereina.

## Leben
Gérard-Joseph Deschamps trat der Ordensgemeinschaft der Montfortaner bei und empfing am 13. März 1954 die Priesterweihe.
Papst Johannes XXIII. ernannte ihn am 17. Oktober 1961 zum Apostolischen Präfekten von Daru in Papua-Neuguinea. Er nahm als Konzilsvater an der zweiten und vierten Sitzungsperiode des Zweiten Vatikanischen Konzils teil. Papst Paul VI. erhob am 15. November 1966 die Apostolische Präfektur zum Bistum und somit wurde Deschamps der erste Bischof von Daru. Der Apostolische Delegat in Kanada, Erzbischof Sergio Pignedoli, weihte ihn am 21. Januar des nächsten Jahres zum Bischof; Mitkonsekratoren waren Gérard-Marie Coderre, Bischof von Saint-Jean-de-Québec, und René Audet, Weihbischof in Ottawa.
Von 1987 bis 1990 war Deschamps Präsident der Bischofskonferenz in Papua-Neuguinea.
Papst Johannes Paul II. ernannte ihn am 2. Januar 1999 zum Bischof von Bereina. Dem altersbedingten Rücktrittsgesuch von Gérard-Joseph Deschamps wurde von Papst Johannes Paul II. am 12. Februar 2002 stattgegeben.